# Lagonomegopidae
Famille
Les Lagonomegopidae sont une famille fossile d'araignées aranéomorphes.

## Répartition
Les espèces de cette famille ont été découvertes dans de l'ambre de Birmanie, de Jordanie, d'Espagne, de Russie et des États-Unis. Elles datent du Crétacé.

## Liste des genres
Selon The World Spider Catalog 18.0 :
- † Albiburmops Wunderlich, 2017
- † Archaelagonops Wunderlich, 2012
- † Burlagonomegops Penney, 2005
- † Cymbiolagonops Wunderlich, 2015
- † Lagonoburmops Wunderlich, 2012
- † Lagonomegops Eskov & Wunderlich, 1995
- † Lineaburmops Wunderlich, 2015
- † Myanlagonops Wunderlich, 2012
- † Parviburmops Wunderlich, 2015
- † Paxillomegops Wunderlich, 2015
- † Picturmegops Wunderlich, 2015
- † Planimegops Wunderlich, 2017
- † Soplaogonomegops Pérez-de la Fuente, Saupe & Selden, 2015
- † Spinomegops Pérez-de la Fuente, Saupe & Selden, 2015
- † Zarquagonomegops Kaddumi, 2007

## Publication originale
- Eskov & Wunderlich, 1995 "1994" : On the spiders of the Taimyr ambers, Siberia, with the description of a new family and with general notes on the spiders from the Cretaceous resins. Beiträge zur Araneologie, vol. 4, p. 95–107 (en).